# 34104 Jeremiahpate
34104 Jeremiahpate este o planetă minoră (asteroid) din centura de asteroizi. A fost descoperită pe 1 august 2000 la Experimental Test Site⁠(d) de Lincoln Near-Earth Asteroid Research. 
Obiectul prezintă o orbită caracterizată de o semiaxă mare de 2,752147 UAi, o excentricitate de 0,06, o înclinație de 8,90911 ° în raport cu ecliptica.